# Rhinosardinia bahiensis
Rhinosardinia bahiensis és una espècie de peix pertanyent a la família dels clupeids.

## Descripció
- Pot arribar a fer 8 cm de llargària màxima.
- Nombre de vèrtebres: 43.
- 13-21 radis tous a l'aleta dorsal i 15-18 a l'anal.[3][4]

## Hàbitat
És un peix d'aigua dolça i salabrosa, pelàgic i de clima tropical (10°N-20°S, 68°W-34°W).

## Distribució geogràfica
Es troba a Sud-amèrica: riu Orinoco, Surinam, Pernambuco i Bahia (el Brasil).

## Observacions
És inofensiu per als humans.